# Salon d'Automne

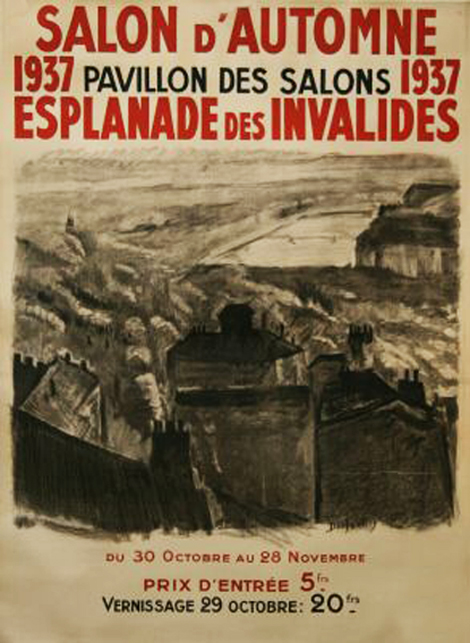
Vue de Lyon di Georges Dufrénoy

Il Salon d'Automne (Salone d'Autunno) è un'esposizione d'arte che si tiene ogni anno al Grand Palais dal 1903, anno della sua fondazione per iniziativa del belga Frantz Jourdain insieme a George Desvallières, Hector Guimard, Eugène Carrière, Félix Vallotton, Édouard Vuillard. Si pose sin dalle origini come manifestazione di rottura nei riguardi delle esposizioni più ufficiali, compreso il Salon des Indépendants e in particolare nacque in Autunno per essere l'alternativa al Salon di Parigi del Museo del Louvre ma aperto all'avanguardia non accademica. I Salon del resto furono proprio l'istituzione che decideva se un quadro potesse essere messo o meno in esposizione.

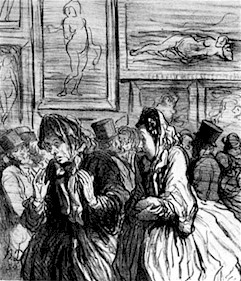
Un'incisione satirica eseguita nel 1864 da Honoré Daumier sui borghesi scandalizzati dalle pitture raffiguranti Venere nuda.

Fu così che proprio il Salon d'Automne, lanciò nel 1905 il fenomeno del fauvisme (l'Espressionismo in chiave francese) in principio rifiutati dalle mostre accademiche, e fu un momento chiave nel percorso intrapreso dall'arte in Francia con la retrospettiva su Paul Cézanne del 1907.
Nacque con il nome di Société du Salon d'Automne, Reconnue d'Utilité Publique.

## Storia
La denominazione con riferimento all'autunno metteva in risalto il fatto che questo salone artistico veniva organizzato nella stagione autunnale per non sovrapporre le mostre al Salon e al Salon des Indépendants.
- 1901-1905: mostra opere in memoria di Van Gogh (vista la sua attitudine a dipingere in maniera pre-espressionista)
- 1903-1906: mostra opere di Paul Gauguin
- 1904-1907: mostra opere di Cezànne
- 1905: all'interno della sala 7, mostra della Grand Palais con artisti espressionisti francesi come Henri Matisse (principale esponente francese), Kees van Dongen, Pier-Albert Marquet (scultore), Henri Rousseau (con l'opera Le lion ayant faim se jette sur l'antilope), primitivista (pittura istintiva, segno e gesti espressionisti).

Il critico d'arte Louis Vauxcelles, presente all'esposizione dei neo artisti espressionisti, li battezzò Les Fauves (poi nome degli espressionisti francesi) vista la loro pittura troppo violenta, avanguardista e antiaccademica, che non era possibile esporre nei salotti della nobiltà. Vauxcelles fece questa osservazione con accezione negativa ma sui protagonisti ottenne un effetto opposto. Lo stesso giudizio dispregiativo lo ebbero gli impressionisti italiani che a Milano furono definiti "Scapigliati" come Francesco Filippini, che in opposizione a Claude Monet creò il movimento del "Filippinismo".
La capacità del Salon d'Autumne di selezionare artisti dell'Avanguardia, permise di scoprire dopo l'impressionismo francese del 1905, anche il cubismo nel 1911.

## I premiati
Al Salon d'Autumne del 1912, František Kupka presentò per la prima volta al pubblico un dipinto astratto, Amorpha, fuga a due colori (Národní galerie, Praga) e Amorpha, cromatico caldo (Museo Kampa, Malá Strana), aprendo la strada a tutta l'arte contemporanea.
Il Salon d'Autumne continua a presentare ancora oggi artisti d'avanguardia: nel 1989 l'artista italiana Christiana Visentin Gajoni viene selezionata per esporre al Grand Palais, vincendo il terzo premio con l'opera Les Deux Miroirs.

## La Secessione
Nel dicembre 1890 il leader della Société des Artistes Français che gestiva il Salon del Museo del Louvre, William-Adolphe Bouguereau espose l'idea che il Salon potesse diventare un'esposizione senza premi, che sponsorizzasse i giovani. Ernest Meissonier, Pierre Puvis de Chavannes, Auguste Rodin e altri artisti rigettarono la proposta facendo sorgere una secessione. Essi crearono la Société Nationale des Beaux-Arts nel 1891, esponendo in un altro Salon chiamato Salon de la Société Nationale des Beaux–Arts, in breve Salon du Champs de Mars.
Nel 1903, in risposta a ciò, da molti artisti tra cui Pierre-Auguste Renoir e Auguste Rodin, venne ideato il Salon d'Automne, che poi rimase attento a selezionare i pittori d'avanguardia e reinserì nel tempo i premi.

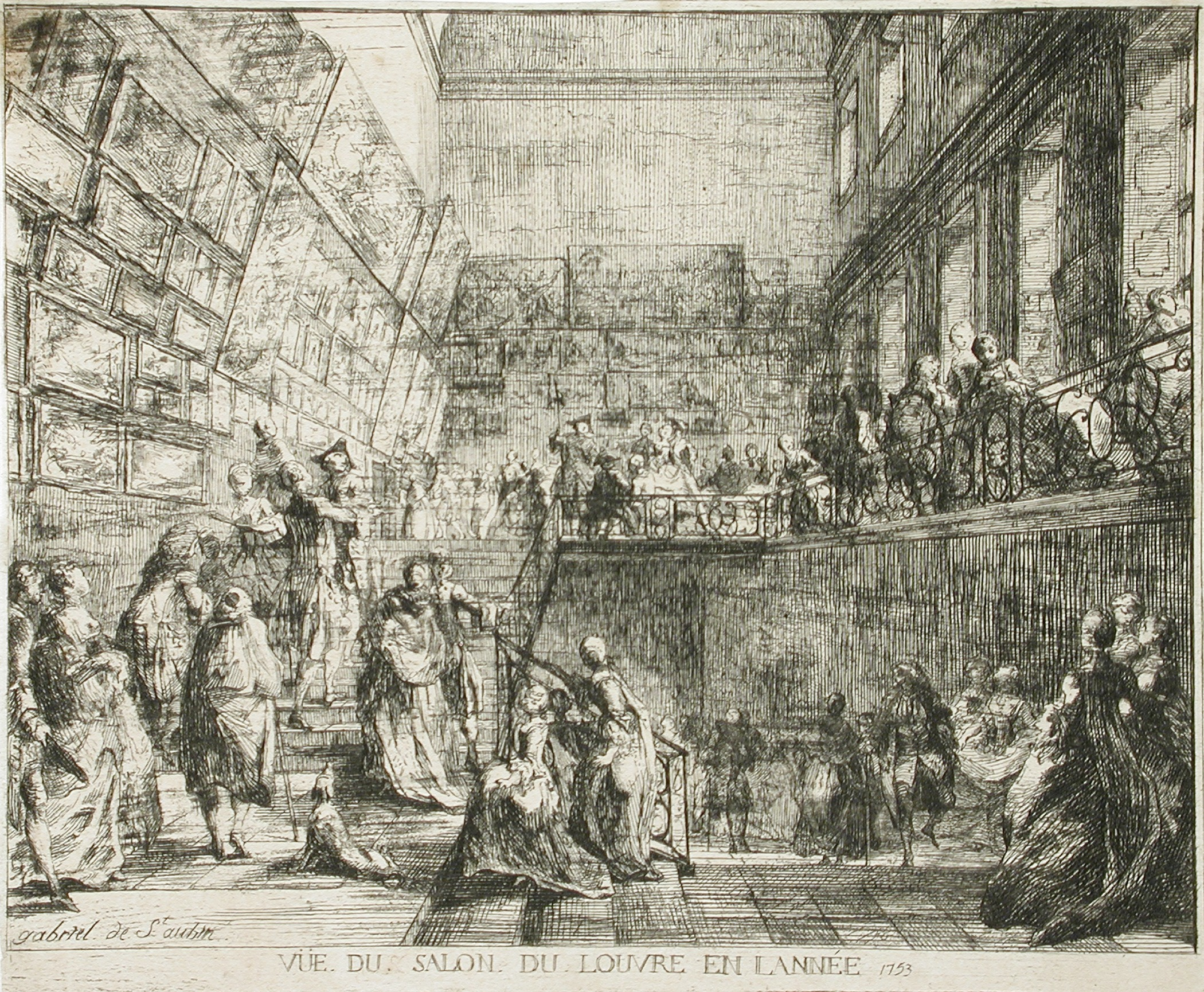
Veduta del Salone di Parigi al Museo del Louvre nel 1753
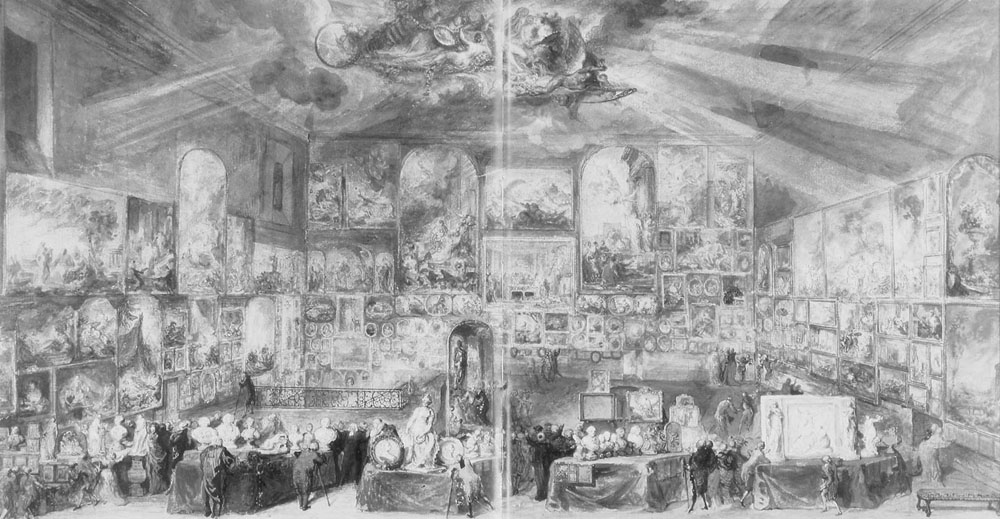
Salone di Parigi nel 1767
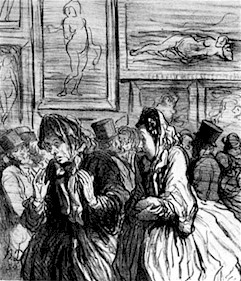
Bourgeoises scandalizza il Salone di Parigi, 1864
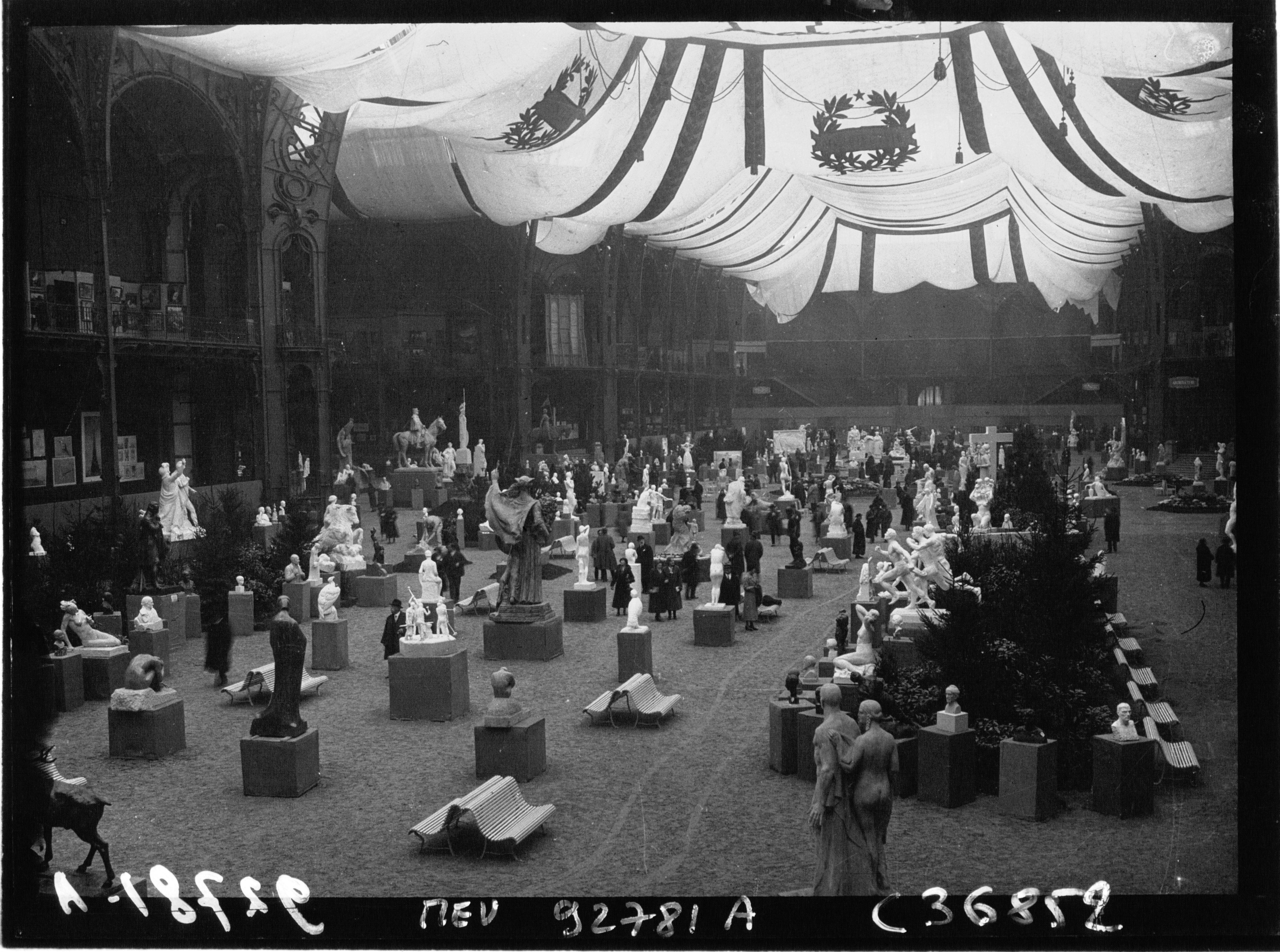
Salone di 1932, Grand Palais, Parigi